# Colegios menores de la Universidad de Salamanca
Los Colegios menores de Salamanca fueron un conjunto de centros vinculados a la Universidad de Salamanca en Salamanca, Castilla y León en  España, a lo largo de los siglos. En las universidades, la enseñanza se impartía en varios grados, que correspondían a distintas titulaciones: Bachiller, Licenciado, Maestro (Magíster) y Doctor. Los títulos se obtenían, bien en la propia Universidad, los títulos mayores (Licenciado, Maestro, Doctor) en las Escuelas Mayores, el título menor (Bachiller) en las Escuelas Menores, bien en Colegios. De estos colegios había mayores y menores también, pero el adjetivo no correspondía exactamente con los de las escuelas. En cualquiera de los colegios se podía estudiar para grados mayores o menores, aunque existía la diferencia entre unos y otros, más bien debida a la importancia y riqueza de algunos de ellos, los mayores que, en Salamanca, eran San Bartolomé o Colegio Viejo, de Cuenca, de Oviedo y de Santiago el Zebedeo o del Arzobispo.

## Historia
En Salamanca hubo gran cantidad de colegios, donde debía estudiar la mayoría de los alumnos, puesto que los edificios de las Escuelas, mayores y menores son relativamente reducidos. Tampoco es que los colegios fueran muy grandes; la mayoría de ellos albergaba unos pocos estudiantes, entre seis y diez. Solamente los más grandes tenían un número mayor, pero que, en cualquier caso rara vez llegaban a 30. En estos colegios se recibían clases y también se residía, aunque en algunos solamente se residía.
De muchos de los colegios llamados menores se sabe relativamente poco, de modo que raro es el que requeriría un artículo específico, por lo que se opta en agruparlos aquí. Entre ellos pueden distinguirse tres tipos: los colegios seglares, los colegios religiosos, generalmente conventos de las distintas órdenes religiosas y los colegios de las órdenes militares, más cerca de los seglares que de los religiosos. Muchos de estos colegios, especialmente los religiosos, también servían como residencia de alumnos que estudiaban para grados mayores.
En general la fundación de los colegios, especialmente los seglares, se hacía para permitir estudiar a jóvenes pobres que no podían pagar sus estudios; los promotores, personas o instituciones, donaban rentas suficientes para sufragar los gastos de mantenimiento del edificio y de los estudiantes, los cuales recibían una beca que pagaba los estudios. La posesión de esa beca se manifestaba con una tira de paño (que tomó el nombre de beca) de un color distintivo, según el colegio, y que llevaba cosido en un extremo una pieza en forma de rosca forrada que, en los orígenes, servía de bonete a los colegiales, hasta que se sustituyó por el birrete de cuatro picos. El color de la beca daba nombre a los estudiantes de cada colegio.
Los colegios se situaron en las cercanías de la Universidad, desplazando la vida urbana hacia el norte de la ciudad, y formando algo que podría considerarse como lo que en lenguaje actual se llama campus. Salvo los mayores y alguno de los menores seglares (Trilingüe, de  Huérfanos y Monte Olivete) no solían establecerse en inmuebles edificados expresamente; se instalaban en casas existentes y después compraban solares contiguos y aumentaban su superficie Los religiosos utilizaban los conventos.
Muchos fueron desapareciendo con el tiempo, por la escasez de sus rentas y la reforma de la enseñanza de Carlos III acabó, en 1780, con la mayoría de los que quedaban que, o bien había perdido sus rentas y se encontraban en la miseria o, los más importantes, se habían convertido en una rémora para el desarrollo de la Universidad.

## Colegios seglares

### Colegio de Oviedo (de Pan y Carbón)
También llamado viejo de Oviedo (para evitar confusión con el Colegio Mayor de Oviedo), fue el primero de los colegios seglares salmantinos, fundado por don Gutierre de Toledo (obispo de Oviedo) en 1386, funcionando hasta 1780. Sus seis plazas se destinaban a dos estudiantes ovetenses, dos toledanos (el obispo era natural de Toledo) y dos palentinos (Gutierre de Toledo tenía familia en Palencia y su tío, Gutierre Gómez de Luna, era obispo de esa diócesis). Se conoció vulgarmente como de Pan y Carbón, porque se sostenía con las gabelas que se impuso a tales artículos para su mantenimiento. Estaba situado en la calle que tomó su nombre, y que aun mantiene.

### Colegio de Santo Tomás Cantuariense
Fundado en 1510, por Diego de Velasco, obispo de Caliopoli (Italia), para estudiantes pobres, junto a la parroquia de esa advocación. El desarrollo de este colegio quedó interrumpido por el fallecimiento de su fundador en 1512.

### Colegio Trilingüe
El colegio Trilingüe, también llamado de mínimos, creado en 1511, daba las bases esenciales para el estudio: lenguas (latín, griego y hebreo), así como gramática y retórica. Hasta 1529 la cátedra de lenguas enseñaba, además del latín y griego, lo que ahora se llamarían lenguas semíticas: hebreo, árabe y caldeo, pero desde esa fecha era muy difícil encontrar profesores que conociesen árabe o caldeo (por las persecuciones religiosas), por lo que las lenguas semíticas se redujeron al hebreo. Tenía alumnos internos residentes y alumnos externos.
Fue cerrado al poco tiempo y volvió a abrirse en 1554. El edificio fue proyectado en 1556 por Rodrigo Gil de Hontañón, con traza renacentista. A partir de entonces el colegio sufrió otros cierres y aperturas, hasta su desaparición definitiva en el siglo XIX. Muy dañado el edificio durante la invasión francesa, se rehabilitó parcialmente a partir de 1829.  A principios del siglo XX sufrió un incendio y, tras la Guerra Civil, otra vez rehabilitado en parte (quedaron unas alas inutilizables), albergó los Institutos de bachillerato Fray Luis de León (varones, en los pisos bajos) y Lucía de Medrano (chicas, en los altos). Fue derruido y ahora se conserva parte del patio original, en la Facultad de Físicas, que se construyó en el solar.

### Colegio de Santa María y Todos los Santos
También llamado Colegio de Monte Olivete. Fundado en 1514, por Juan Pedro Santoyo, clérigo de Palencia, cuyo primer rector fue el bachiller Gonzalo de Cañamares, canónigo de Cuenca. En 1780 se fundió con los colegios de Cañizares, San Millan y Santa María de los Ángeles, tomando el nombre de este último y trasladándose al edificio del de San Millán. El edificio del Monte Olivete (que estaba cerca del Convento de San Esteban) fue ocupado en 1786 por el Colegio de la Magdalena, hasta que fue destruido en la Guerra de la Independencia.

### Colegio de San Millán
Lo fundó, en 1518, Francisco Rodríguez de Varillas. Tenía aneja la iglesia de San Millán, reedificada en 1765 por Jerónimo García de Quiñones. En 1780 se fundió con los colegios de Cañizares, Monte Olivete y Santa María de los Ángeles, tomando el nombre de este último, pero permaneciendo en el edificio del de San Millán. Este edificio, en la calle de Libreros, es hoy la Biblioteca Santa María de los Ángeles.

### Colegio de Burgos
Anejo del Colegio Mayor de San Bartolomé, fundado en 1520 y desaparecido a mediados del siglo XVII.

### Colegio de San Pedro y San Pablo
O de Micis. Como el anterior, anejo del Colegio Mayor de San Bartolomé, suprimido en marzo de 1563, por acuerdo de los propios colegiales.
Hay referencias a otro colegio con el mismo nombre, fundado en 1525 por D. Alonso Fernández Segura, canónigo de la catedral, que fue conocido por el apellido del fundador, Segura, y después por Vera-cruz, por el nombre de la calle donde estaba el edificio. 
En 1639 el colegio se unió con el de San Millán.

### Colegio de Santa Cruz de Cañizares
Fundado en 1526 por el canónigo don Juan de Cañizares y Fonseca, sobrino de Alonso de Fonseca y Ulloa (arzobispo de Toledo y fundador del colegio mayor del Arzobispo); su uniforme era manto negro y beca verde. Del edificio, que hoy es Conservatorio Profesional de Música, solo se conservan restos de la antigua capilla, hoy incorporados al salón de actos del conservatorio, y la fachada principal, de estilo plateresco, obra de Alberto de Churriguera.

### Colegio de Santo Domingo de la Cruz
Anexo al Convento de San Esteban. Fundado en 1536 por la III duquesa de Béjar, Teresa de Zúñiga y Manrique de Castro con su esposo Alonso Francisco de Zúñiga y Sotomayor. Parece que solamente funcionó hasta 1551, pues su destino era para estudiantes andaluces y, al fundarse en Sevilla el colegio de Santo Tomás, se hizo innecesario el desplazamiento a Salamanca de los estudiantes.

### Colegio de la Magdalena
Fundado en 1538 por Martín de Gasco (1490-11/2/1563), canónigo desde 1525 y maestrescuela, natural de Corral de Almaguer (Toledo), y financiado por su hermano Antón García Gasco, hidalgo, capitán de las tropas de Corral de Almaguer que fueron a combatir a los comuneros.  Se instaló en un edificio (cercano al colegio Trilingüe), cuyo patio fue reformado en 1749 por Andrés García de Quiñones. En 1786 se trasladó al edificio del colegio de Santa María y Todos los Santos, tras el traslado de éste al edificio del colegio de San Millán, al fundirse con los de Cañizares, Monte Olivete y San Millán, en 1780. El edificio fue derruido por los franceses durante la Guerra de la Independencia.

### Colegio Menor de la Concepción de Huérfanos

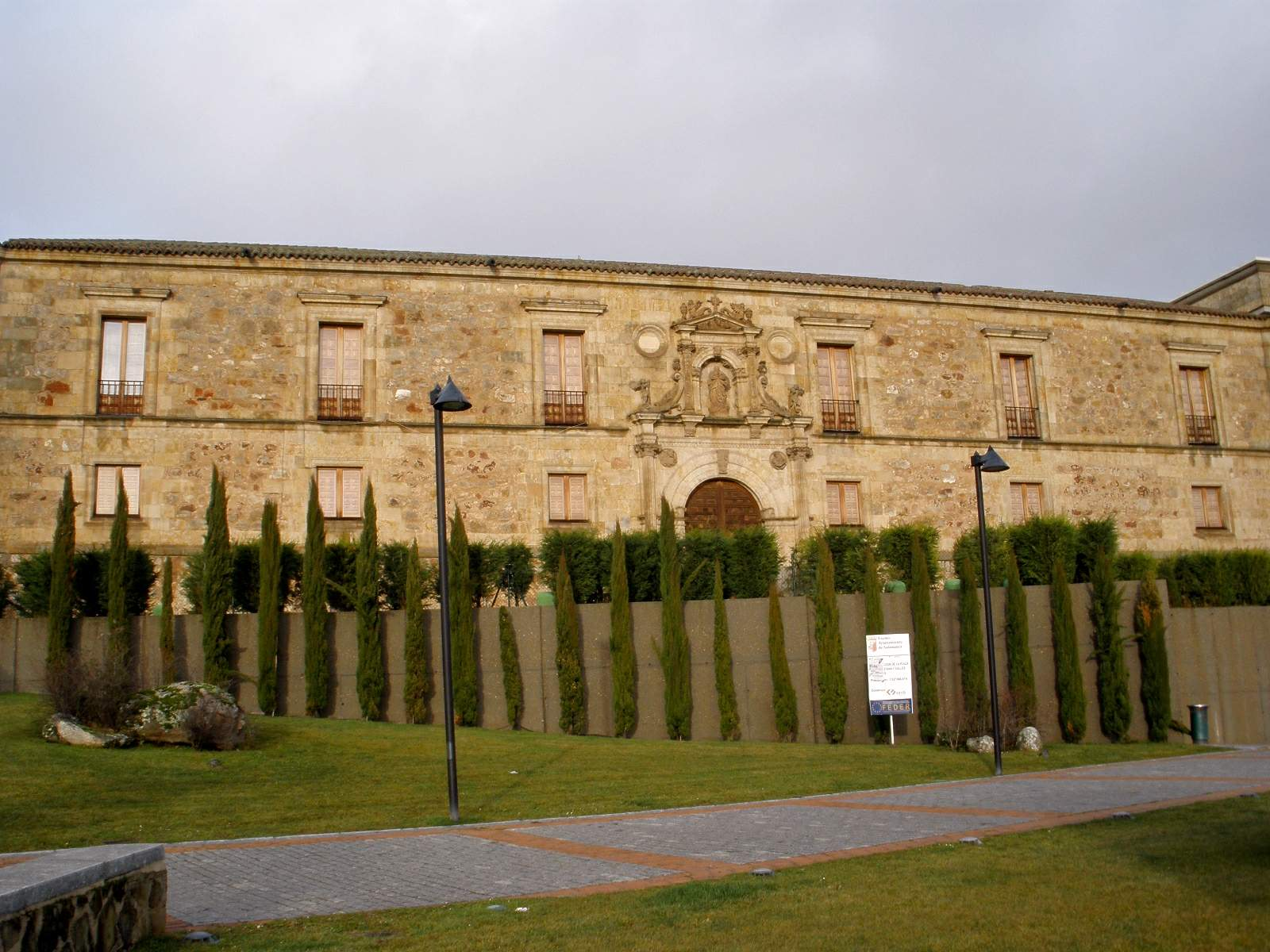
Fachada del Colegio Menor de Huérfanos.

Llamado a menudo Colegio Menor de Huérfanos, fundado, en 1542, por Francisco de Solís Quiñones y Montenegro, médico, obispo y secretario personal del papa Paulo III.
Se conserva el  edificio en el paseo de Canalejas. Fue ocupado hasta mediados del siglo XX por el manicomio y, desde 1971, por la Facultad de Educación. La fachada que da al río es de Rodrigo Gil de Hontañón.

### Colegio de Santa María de los Ángeles

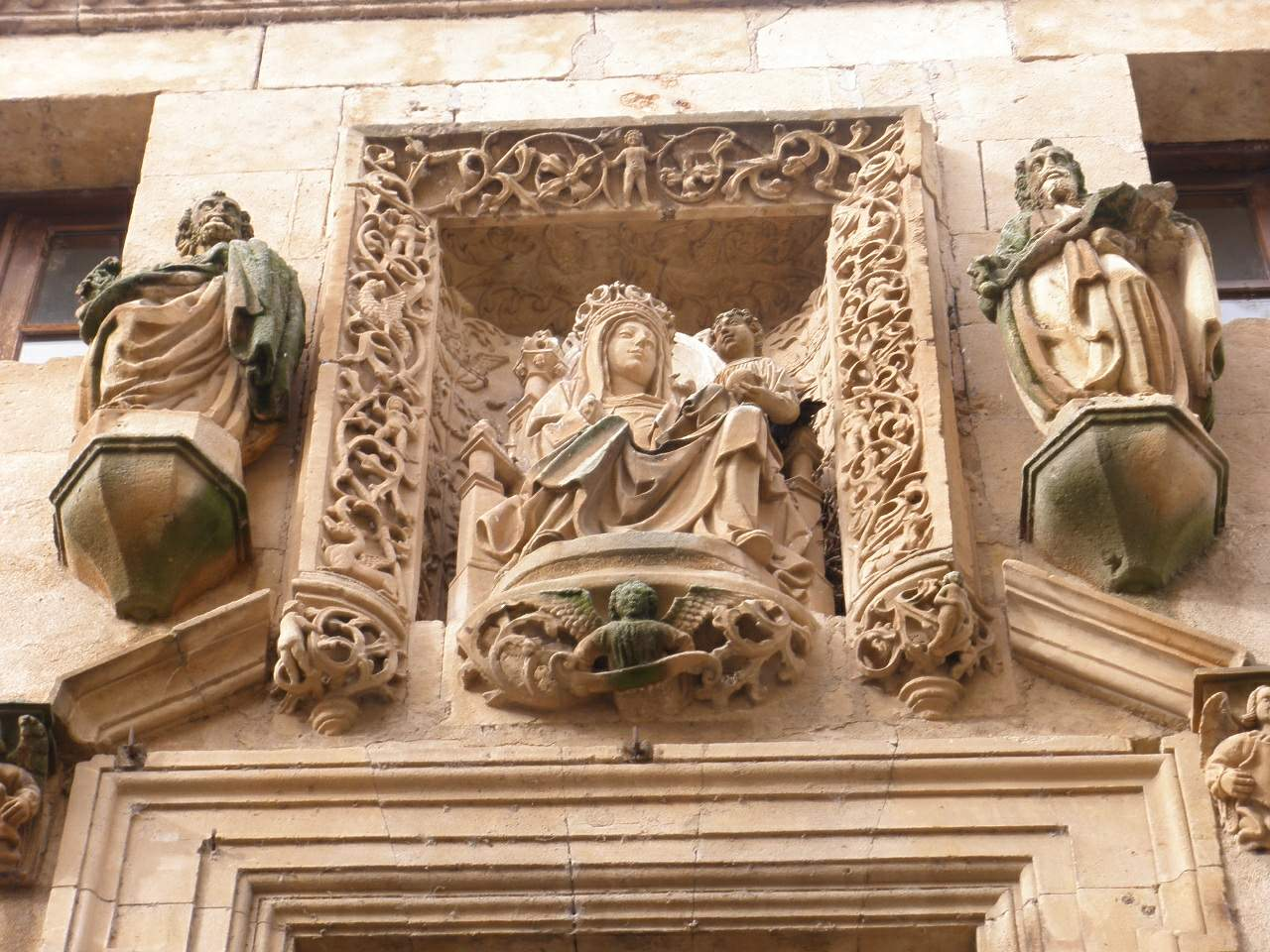
Portada del edificio que ocupó el Colegio de Santa María de los Ángeles.

El Colegio de Santa María de los Ángeles fue fundado en 1563 por don Jerónimo de Arce. En 1780 se fusionó con los Colegios de Cañizares, Monte Olivete y San Millán. A este último pertenecía el edificio que ocuparon tras la fusión, aunque tomase el nombre de Santa María de los Ángeles.
El edificio original estaba situado en la calle de Libreros, y en su fachada se esculpió el escudo de don Jerónimo de Arce.
El edificio de San Millán, en la actualidad alberga una biblioteca de la Universidad, conocida como Biblioteca Santa María de los Ángeles, o Biblioteca de Libreros.
En la década de 1940 se refundó como colegio Mayor para señoritas en otro edificio.

### Colegio de San Lázaro
Fundado en 1579, en la actual Cuesta de San Vicente.

### Colegio de San Pelayo
El colegio fue fundado por don Fernando Valdés, arzobispo de Sevilla y presidente del consejo de Castilla. Las Constituciones del colegio de San Pelayo, o de los verdes, se aprueban por bula de Gregorio XIII de 1584. Estaba destinado a albergar 20 alumnos, con preferencia a los procedentes de Asturias (patria chica del fundador).
Parece que en el edificio intervino el arquitecto Rodrigo Gil de Hontañón. Desde 1990 y tras una fuerte restauración, alberga la facultad de Geografía e Historia.

### Colegio de San Patricio
Se fundó en el año de 1592, con el nombre de San Patricio Obispo, a instancias del rey Felipe II para amparar y enseñar a los irlandeses católicos perseguidos en su nación por la iglesia anglicana. El edificio fue destruido durante la ocupación francesa de 1809-13, y cuando volvieron los estudiantes en 1838 se les alojó en el edificio del Colegio de Fonseca.

### Colegio de San Miguel
O Colegio de Miguel Ángel, llamado de los lindos, por el color de sus hábitos: manto azul y beca grana.

### Colegio de San Andrés
Antes llamado Colegio de San Juan de la Vera Cruz.

### Colegio de Santa Catalina
Fundado por Alonso Rodríguez Delgado en 1594, el edificio comenzó a construirse en 1600 y de 1605 son los primeros colegiales. Desapareció en 1780. Su uniforme era negro y su beca aceitunada. En 1780 fue incorporado al Seminario. Se conserva su edificio en la Plaza de los Basilios, como vivienda privada. Sobre el frontón de la puerta principal está el escudo del colegio.

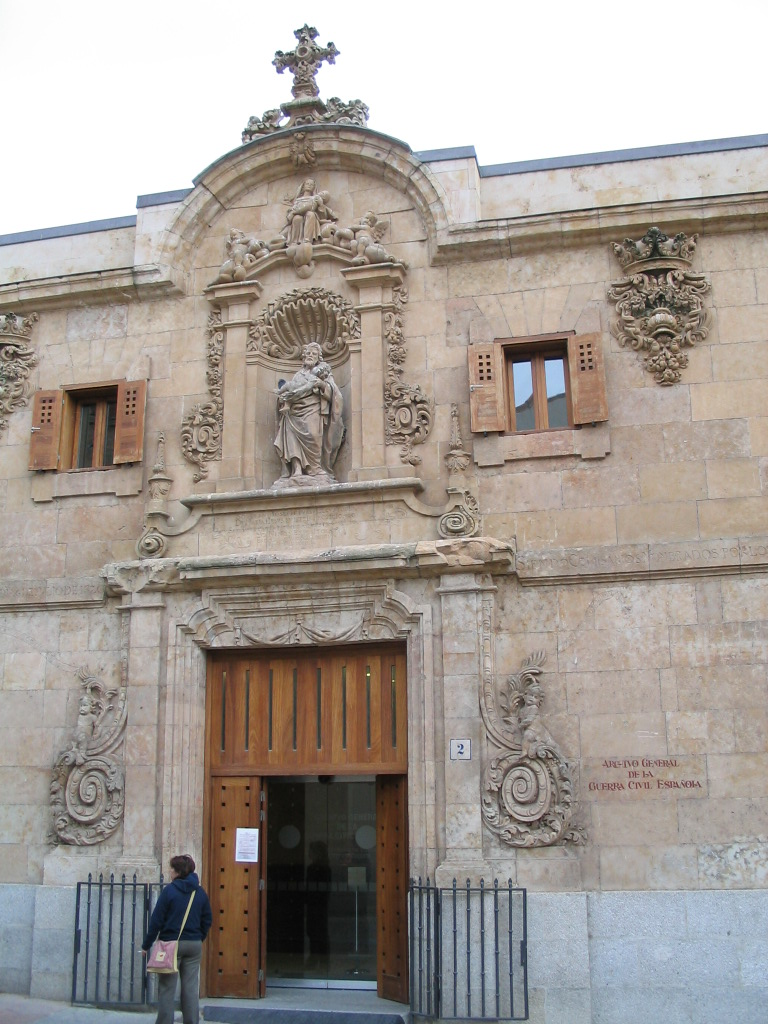
Fachada del edificio que ocupó el Colegio de San Ambrosio, ahora Archivo General de la Guerra Civil Española.

### Colegio de La Concepción
O de las Doncellas (1600).

### Colegio de San Ildefonso
Fundado en 1606 por don Alonso López de San Martín, desapareció a finales del siglo XVII. Su edificio se conserva cerca de la Iglesia de Santo Tomás Cantuariense.

### Colegio de Carvajal
Fue fundado en el año 1662 para huérfanos pobres de solemnidad por el catedrático y regidor de Salamanca don Antonio de Vargas y Carvajal. Sufrió un incendio en 1791, pero fue reconstruido el año siguiente.

### Colegio de San Ambrosio
Creado en 1855 por el presbítero salmantino José Serra Vidal, para becar 10 colegiales, ocupó en 1904 un edificio construido en 1715 por el Cabildo Salmantino para hospicio de niños expósitos, obra de Joaquín Churriguera, y que actualmente alberga el Archivo General de la Guerra Civil Española, una sección del Archivo Histórico Nacional.

## Colegios de las Órdenes militares

### Colegio de la Inmaculada Concepción
Perteneció a la Orden de Calatrava. Se fundó en 1552 pero la construcción del edificio que se conserva no comenzó hasta 1717.

### Colegio del Rey
Era este colegio de la Orden de Santiago, resultado de la fusión de dos colegios distintos: el de Santiago de Uclés y el de San Marcos de León, que figuran ya unidos en 1565.
Fue fundado por el rey Carlos I en 1534 y se adscribió a la universidad en 1587. El edificio fue empezado a construir por Rodrigo Gil de Hontañón, y todavía en 1613, fray Alberto de la Madre de Dios y Juan de Nates presentan una solución para cubrir la escalera principal. Desapareció como colegio en 1887.
En él estudió Benito Arias Montano.

### Colegio de los Comendadores de San Juan de Rodas
Pertenecía este colegio a la Orden de Malta, cuyo título completo era Soberana Orden militar de San Juan de Jerusalén de Rodas y de Malta. Fue fundado en 1534 por frey Diego de Toledo, Gran Prior de la Orden. Ocupó el edificio del primer Colegio de San Patricio, cerca del Colegio del Arzobispo.

### Colegio de los Comendadores de Alcántara
Pertenecía este colegio a la Orden de Alcántara

## Colegios religiosos

### Colegio de Santa María de la Vega
De la orden de Canónigos regulares de san Agustín, fue fundado en 1166.

### Convento de San Esteban
Colegio de la orden de los dominicos, creado en 1222. El primitivo estaba en las riberas del Tormes y resultó arrasado por la riada del 3 de noviembre de 1256, llamada de los Difuntos, trasladándose a su actual emplazamiento, donde estaba la parroquia de San Esteban, cedida por el obispo Pedro.

### Colegio de Carmelitas Calzados
Perteneciente a la orden del Carmelo, se tienen noticias de su existencia desde fines del siglo XV.

### Convento de San Vicente
De los benedictinos. Estaba situado en el llamado cerro de San Vicente.

### Convento de San Norberto de Premonstratenses
Fundado hacia 1570, se conserva parte del claustro, obra de Alonso Rodríguez y Juan Moreno.

### Real Colegio del Espíritu Santo
De la Compañía de Jesús. Ocupó varios edificios durante su vida hasta el cierre del Colegio, con la expulsión de los jesuitas en 1767. Las obras del último comenzaron en 1617, y se conoce en Salamanca como La Clerecía, porque tras la expulsión, el edificio fue dado a la Real Clerecía de San Marcos. Es, actualmente, sede de la Universidad Pontificia de Salamanca.

### Convento de Trinitarios Calzados

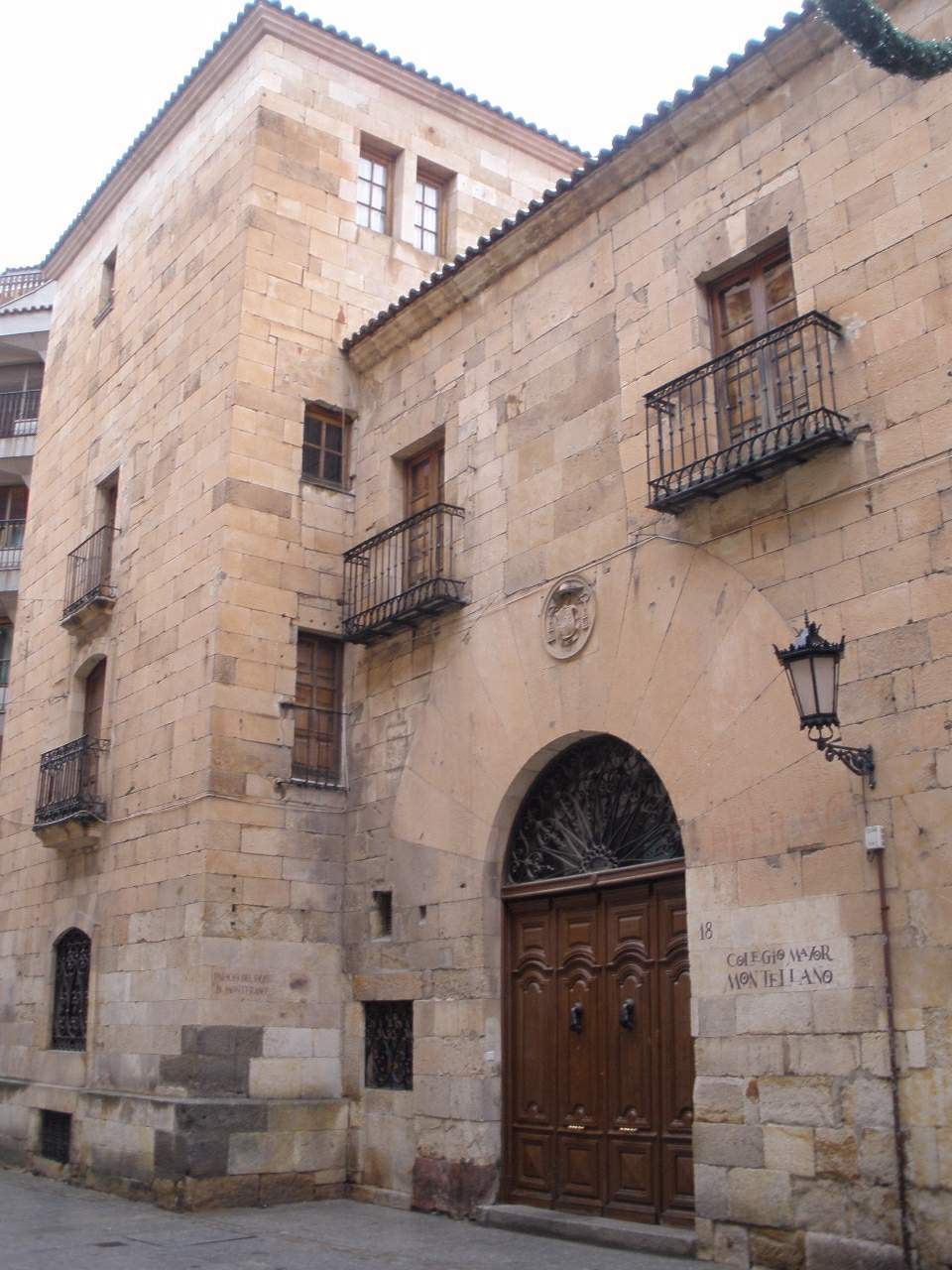
Fachada del edificio que ocupó el Colegio de Trinitarios Calzados.

Se establecieron en el edificio definitivo en 1591, del cual queda la fachada de la iglesia y el claustro, alrededor del cual se organiza el actual Colegio Mayor Montellano.

### Colegio de San Agustín
De la orden de los agustinos,. Instalado en Salamanca como convento hacia 1166 o 1169, en un edificio posterior trabajaron los hermanos José y Alberto de Churriguera.

### Colegio de San Nicolás de Tolentino
De los agustinos recoletos

### Colegio de San Cayetano
De los teatinos, fundado por el venerable padre Jerónimo Abarrátegui en 1683.

### Colegio de San Bernardo
De la orden del Cister. La escalera, de gran mérito, la hizo fray Ángel Manrique, que luego sería obispo de Badajoz.

### Colegio de San Jerónimo de Nuestra Señora de la Victoria
De la Orden de San Jerónimo. En el edificio intervino el arquitecto Juan de Álava y lo que de él queda, está dentro de las instalaciones de la empresa Mirat.

### Colegio de Nuestra Señora de Guadalupe
También de los Jerónimos.

### Colegio de San Carlos Borromeo
De los clérigos Menores.